# Diga di Marmorera
La diga di Marmorera talvolta chiamata diga di Castiletto è una diga in materiali sciolti situata in Svizzera, nel Canton Grigioni nel comune di Surses (frazione Marmorera).

## Descrizione
Ha un'altezza di 91 metri e il coronamento è lungo 400 metri. È la terza diga più alta della Svizzera in materiali sciolti. Il volume della diga è di 2.700.000 metri cubi.
Il bacino creato dallo sbarramento, il lai da Marmorera ha un volume massimo di 60 milioni di metri cubi, una lunghezza di 2,6 km e un'altitudine massima di 1680 m s.l.m. Lo sfioratore ha una capacità di 200 metri cubi al secondo.
Le acque del lago vengono sfruttate dall'azienda Elektrizitätswerk der Stadt Zürich.

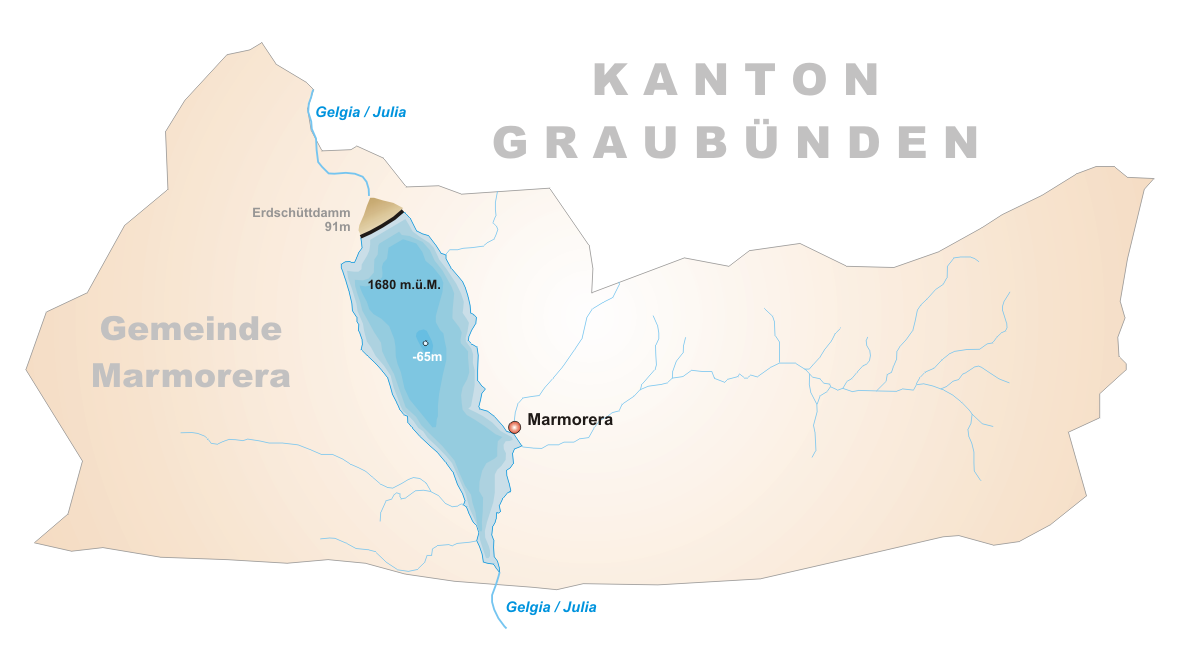
Mappa del lago